# Sönke Kruse
Sönke Kruse (* 15. September 2000 in Leipzig) ist ein deutscher Ruderer.

## Sportliche Karriere
Der 2,00 Meter große Sönke Kruse stammt aus Leipzig, studiert an der TU Dortmund und startet für den Ruderverein Münster von 1882. Er ist der Sohn von Elke Markwort und der Bruder von Ida Kruse.
Bei den U23-Weltmeisterschaften 2022 belegte Kruse den vierten Platz im Achter. 2023 ruderte er mit dem Vierer ohne Steuermann auf den siebten Platz bei den Europameisterschaften. 2024 bildete er mit Julius Christ einen Zweier ohne Steuermann. Bei der letzten Chance zur Olympiaqualifikation in Luzern siegten Kruse und Christ und waren damit die einzige deutsche Crew, die sich in dieser Regatta noch qualifizieren konnte. Bei den Olympischen Spielen in Paris belegten die beiden den elften Platz.